# Ascaris
Ascaris ist eine Gattung Spulwürmer, die zum Stamm der Fadenwürmer zählen und als Darmparasiten in unterschiedlichen Wirbeltieren vorkommen, wobei einige Arten für ihre Entwicklung zusätzlich Zwischenwirte nutzen. Zu den bekanntesten Vertretern zählen der Spulwurm (Ascaris lumbricoides), der Schweinespulwurm (Ascaris suum) und Ascaridia galli, der Hühner befällt. Die Infektion mit Spulwürmern wird auch als Askaridose bezeichnet.

## Lebenszyklus

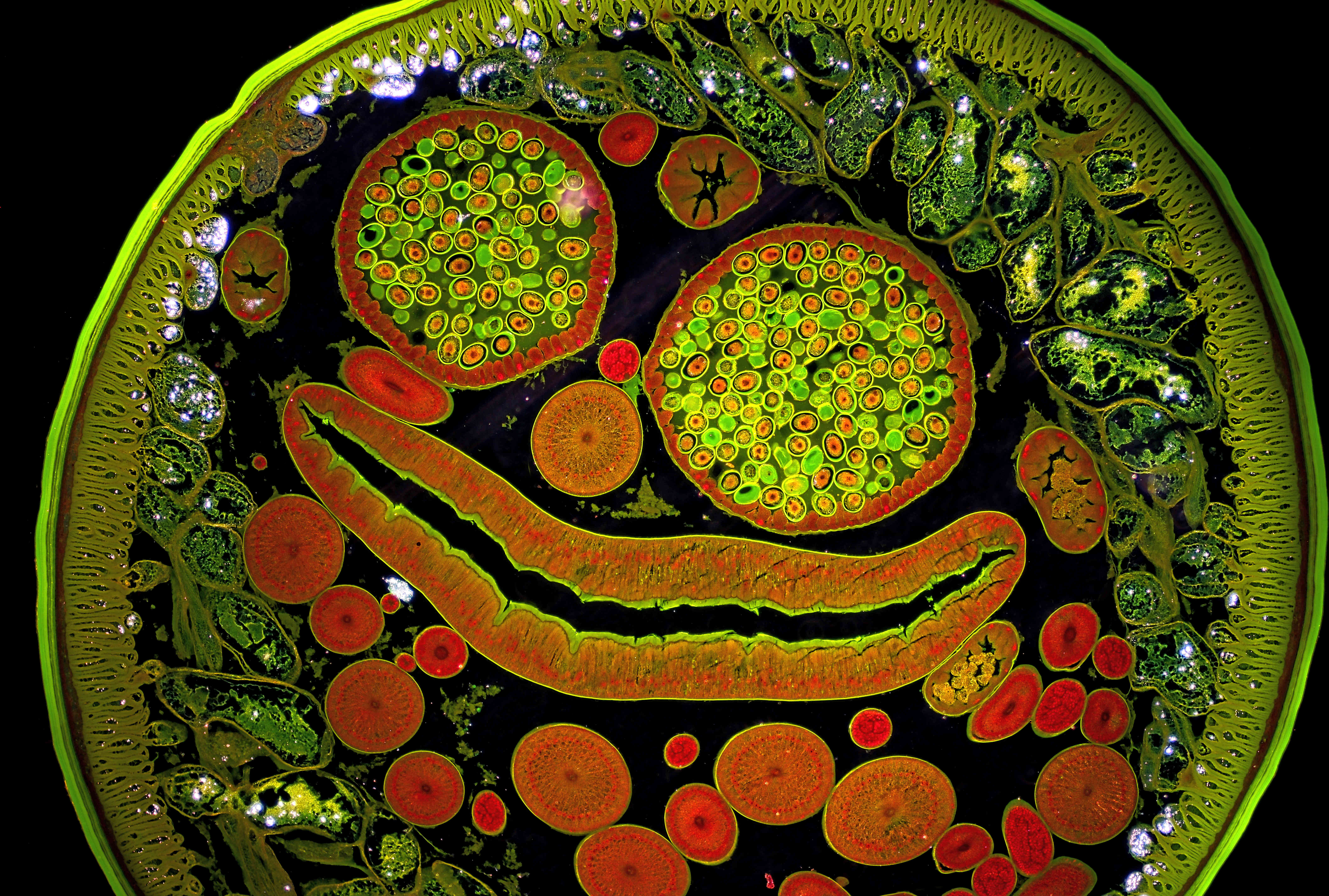
Querschnitt eines männlichen Ascaris in 200-facher Vergrößerung (Foto: Massimo Brizzi)

Ausgewachsene Würmer leben im Dünndarm ihres Wirts und werden bis 40 cm lang, wobei die Männchen kleiner als die Weibchen sind. Die Übertragung erfolgt über den Kontakt mit Kot, in dem sich die Eier befinden. Die Entwicklung zur Larve wird durch Kontakt des Eis von Sauerstoff ausgelöst. Nach oraler Aufnahme der Eier, z. B. über verunreinigte Lebensmittel oder verschmutztes Trinkwasser, schlüpfen die Larven im Dünndarm ihres Wirtes. Von dort aus bohren sie sich durch die Darmwand und wandern über die Mesenterialvenen in die Leber und in die Lunge, wo sie sich häuten. Aus der Lunge werden die Larven hochgehustet und wieder abgeschluckt. Dieser Prozess wird „tracheale Wanderung“ genannt. Erneut im Darm angekommen, entwickeln sich die Larven dann innerhalb von 1,5 bis 2 Monaten zu adulten Würmern. Bei Schwangeren kann es zu einer Übertragung der Larven über die Plazenta auf das Kind kommen. Mittels Kotuntersuchung (Flotationsverfahren) kann ein eventueller Befall diagnostiziert werden. Die Lebensdauer der Spulwürmer beträgt ein Jahr oder länger, die Eier können bei günstigen Bedingungen in der Natur jahrelang infektiös bleiben.